# Ліцей Святого Людовика
Ліцей Сен-Луї (фр. Lycée Saint-Louis) це вищий навчальний заклад, розташований у 6-му окрузі Парижа, в Латинському кварталі.
Це єдиний державний французький ліцей, присвячений виключно викладанню підготовчих класів до великих шкіл (CPGE; підготовчі класи для Grandes Écoles, таких як Політехнічна школа, CentraleSupélec в інженерії та ESSEC Business School, ESCP Business School і HEC Paris в галузі торгівлі). Він відомий якістю викладання, низьким рівнем прийому та результатами, яких він досягає на інтенсивних вступних іспитах.

## Відомі випускники
- Жан Расін, драматург, один з «Велкої Трійці» французьких драматургів.
- Дені Дідро, письменник і філософ
- Шарль-Моріс де Талейран, державний діяч
- Огюст де Шуазель-Гуфф'є, дипломат
- Еміль Золя, письменник
- Луї Пастер, мікробіолог і хімік, лауреат Нобелівської премії
- Франсуа Коппе, поет, драматург і романіст
- Ів Тангі, художник-сюрреаліст
- Антуан де Сент-Екзюпері, льотчик і письменник
- Клод Сімон, письменник, лауреат Нобелівської премії
- Ален Роб-Ґріє, письменник і кінорежисер
- Жуль Антуан Ліссажу, французький фізик і математик